# Liste der Gebietsänderungen in Sachsen 1995
Die Liste der Gebietsänderungen in Sachsen 1995 enthält Änderungen an Gemeindegebieten des Freistaats Sachsen in der Zeit vom 1. Januar 1995 bis zum 31. Dezember 1995. Dazu zählen unter anderem Zusammenschlüsse und Trennungen von Gemeinden, Eingliederungen von Gemeinden in eine andere, Änderungen des Gemeindenamens und Umgliederungen von Teilen einer Gemeinde in eine andere.

In Sachsen kam es im Jahr 1995 zu 41 Gemeindegebietsänderungen, davon 27 Eingliederungen, zwei Umgliederungen, vier Namensänderungen, fünf Neubildungen sowie drei Zusammenschlüsse von Gemeinden bzw. Kreisen. In 31 der 41 Fälle besteht die Gemeinde nach Änderung noch, die anderen wurden durch spätere Gebietsänderungen aufgelöst.

## Legende
- Datum: juristisches Wirkungsdatum der Gebietsänderung
- Gemeinde vor der Änderung: Gemeinde vor der Gebietsänderung
- Gebietsänderung: Art der Gebietsänderung
- Gemeinde nach der Änderung: Gemeinde nach der Gebietsänderung
- Landkreis: Landkreis der Gemeinde nach der Gebietsänderung
- OT: Ortsteil

Die Sortierung erfolgt chronologisch: Datum, kreisfreie Städte, Landkreise, aufnehmende oder neu gebildete Gemeinde. Heute noch bestehende Gemeinden sind farbig unterlegt.

## Liste der Gebietsänderungen
| Datum      | Gemeinde vor Änderung                                                                                                | Gebietsänderung    | Gemeinde nach Änderung      | Landkreis                           |
| ---------- | --- | ------------------ | --------------------------- | ----------------------------------- |
| 01.01.1995 | Gunzen mit Zwotental, Schilbach                                                                                      | Eingliederung nach | Schöneck/Vogtl.             | Klingenthal                         |
| 01.01.1995 | Cunsdorf | Eingliederung nach | Elsterberg                  | Plauen                              |
| 01.01.1995 | Lausen | Eingliederung nach | Leipzig                     | –                                   |
| 01.01.1995 | Badrina, Brinnis mit Luckowehna, Wannewitz, Hohenroda mit Wocherwitz, Lindenhayn mit Gollmenz, Wölkau mit Boyda      | Neubildung von     | Schönwölkau                 | Delitzsch                           |
| 01.01.1995 | Pötzschau | Eingliederung nach | Espenhain                   | Leipziger Land                      |
| 01.01.1995 | Pockau/Flöhatal | Namensänderung zu  | Pockau                      | Mittlerer Erzgebirgskreis           |
| 01.01.1995 | Dittersbach | Eingliederung nach | Frankenberg                 | Mittweida                           |
| 01.01.1995 | Breitenborn mit Wittgendorf                                                                                          | Eingliederung nach | Rochlitz                    | Mittweida                           |
| 01.01.1995 | Erlbach mit Raschütz, Hausdorf mit Kaltenborn, Koltzschen, Terpitzsch, Zollwitz, Zschirla                            | Eingliederung nach | Zschadraß                   | Muldentalkreis                      |
| 01.01.1995 | Weßnitz Ortsteile Rostig, Weßnitz                                                                                    | Umgliederung nach  | Großenhain                  | Riesa-Großenhain                    |
| 01.01.1995 | Weßnitz Ortsteil Göhra                                                                                               | Umgliederung nach  | Reinersdorf                 | Riesa-Großenhain                    |
| 01.01.1995 | Sächsischer Oberlausitzkreis                                                                                         | Namensänderung zu  | Landkreis Löbau-Zittau      | –                                   |
| 01.01.1995 | Westerzgebirgskreis                                                                                                  | Namensänderung zu  | Landkreis Aue-Schwarzenberg | –                                   |
| 01.01.1995 | Spohla | Eingliederung nach | Wittichenau                 | Hoyerswerda                         |
| 01.04.1995 | Greifenhain | Eingliederung nach | Frohburg                    | Leipziger Land                      |
| 01.04.1995 | Mohsdorf mit Burgstädt-Mittweidaer-Chaussee, Schweizerthal                                                           | Eingliederung nach | Burgstädt                   | Mittweida                           |
| 01.04.1995 | Threna | Eingliederung nach | Belgershain                 | Muldentalkreis                      |
| 01.04.1995 | Sacka mit Stölpchen, Thiendorf mit Lötzschen, Welxande                                                               | Zusammenschluss zu | Thiendorf                   | Riesa-Großenhain                    |
| 01.04.1995 | Bernstadt | Namensänderung zu  | Bernstadt a. d. Eigen       | Löbau-Zittau                        |
| 01.04.1995 | Liptitz mit Wiederoda                                                                                                | Eingliederung nach | Wermsdorf                   | Torgau-Oschatz                      |
| 01.04.1995 | Cunnersdorf, Frauendorf mit Niederfrauendorf, Oberfrauendorf, Hirschbach mit Hermsdorf, Reinhardtsgrimma             | Zusammenschluss zu | Reinhardtsgrimma            | Weißeritzkreis                      |
| 01.04.1995 | Liegau-Augustusbad                                                                                                   | Eingliederung nach | Radeberg                    | Dresden-Land                        |
| 01.07.1995 | Braunsdorf | Eingliederung nach | Niederwiesa                 | Freiberg                            |
| 01.07.1995 | Baalsdorf | Eingliederung nach | Engelsdorf                  | Leipziger Land                      |
| 01.07.1995 | Nauenhain | Eingliederung nach | Geithain                    | Leipziger Land                      |
| 01.07.1995 | Gebelzig mit Groß Saubernitz, Sandförstgen, Groß Radisch mit Jerchwitz, Thräna, Weigersdorf mit Dauban, Ober Prauske | Neubildung von     | Hohendubrau                 | Niederschlesischer Oberlausitzkreis |
| 01.07.1995 | Groß Krauscha mit Neu Krauscha, Kaltwasser mit Klein-Krauscha, Ziegelei, Zodel mit Dauban, Ober-Prauske              | Neubildung von     | Neißeaue                    | Niederschlesischer Oberlausitzkreis |
| 01.07.1995 | Reichstädt | Eingliederung nach | Dippoldiswalde              | Weißeritzkreis                      |
| 01.07.1995 | Schlottwitz | Eingliederung nach | Glashütte                   | Weißeritzkreis                      |
| 01.07.1995 | Hausdorf | Eingliederung nach | Reinhardtsgrimma            | Weißeritzkreis                      |
| 01.07.1995 | Bluno, Geierswalde, Klein Partwitz, Nardt, Neuwiese mit Bergen, Sabrodt, Seidewinkel, Tätzschwitz                    | Neubildung von     | Elsterheide                 | Hoyerswerda                         |
| 01.08.1995 | Leipzig 0,79 Hektar                                                                                                  | Umgliederung nach  | Markkleeberg                | Leipziger Land                      |
| 01.08.1995 | Markkleeberg 0,53 Hektar                                                                                             | Umgliederung nach  | Leipzig                     | –                                   |
| 01.10.1995 | Ringenhain | Eingliederung nach | Steinigtwolmsdorf           | Bautzen                             |
| 01.10.1995 | Grünberg | Eingliederung nach | Augustusburg                | Freiberg                            |
| 01.10.1995 | Kleinhartmannsdorf                                                                                                   | Eingliederung nach | Eppendorf                   | Freiberg                            |
| 01.10.1995 | Petershain mit Horscha, Quitzdorf am See mit Kollm, Sproitz, Steinölsa                                               | Zusammenschluss zu | Quitzdorf am See            | Niederschlesischer Oberlausitzkreis |
| 01.10.1995 | Rohne | Eingliederung nach | Schleife                    | Niederschlesischer Oberlausitzkreis |
| 01.10.1995 | Collm mit Lampersdorf                                                                                                | Eingliederung nach | Wermsdorf                   | Torgau-Oschatz                      |
| 01.10.1995 | Härtensdorf | Eingliederung nach | Wildenfels                  | Zwickauer Land                      |
| 01.10.1995 | Groß Särchen, Koblenz, Wartha                                                                                        | Zusammenschluss zu | Knappensee                  | Hoyerswerda                         |
| 01.10.1995 | Grünstädtel | Eingliederung nach | Schwarzenberg/Erzgeb.       | Aue-Schwarzenberg                   |
| 08.10.1995 | Mechelgrün | Eingliederung nach | Neuensalz                   | Vogtlandkreis                       |

## Quelle
- Statistisches Landesamt Sachsen: Gebietsänderungen ab 1. Januar 1995 bis 31. Dezember 1995 (XLSX-Datei; 20 kB)